# 井村優三
井村 優三（いむら ゆうぞう、1959年 - ）は、日本のギャラリスト、アートプロデューサー。
イムラアートギャラリー（imura art gallery）代表取締役社長。ギャラリーオーナーを務める傍ら、古美術から現代美術、ファインアートからエンターテイメント、工芸などのジャンルを横断し、美術館などで企画展のプロデュースも手がける。京都府京都市生まれ。

## 来歴
京都市の古伊万里柿右衛門など古陶磁を扱う美術商に三男として生まれる。家業の手伝いのため、学生の頃からサザビーズ、クリスティーズなどロンドンやニューヨークのオークションで買い付けを行う。
1977年大学を中退後、ロンドンでCoBrAの作品と出会ったことで、現代美術に従事するようになる。
1990年京都ホテルアネックスにてギャラリーを開業。京都のみならず広く現代美術の作家を扱うプライマリーギャラリーとして運営。開催に、草間彌生展（1991年、1993年）カレル・アペル展（1991~1992年）、関根伸夫展（1993年）など。
1996年に丸太町（現住所）へ移転。主なアートフェアとしてアート・バーゼル香港、アート・ステージ・シンガポール、台北當代、ミラノアンフェア、アートアジアインマイアミ、東京現代などに出展。
1999年より、美術館や百貨店などで企画展のディレクションも展開。
企業、パブリックスペース、ラグジュアリーホテルへのアートディレクションも行う。
2021年には、祇園の老舗菓子店・鍵善良房の私設美術館「ZENBI-鍵善良房良房-KAGIZEN ART MUSEUM」の設立にかかわり、総合プロデュースを行う。

## 委員など
- 日本伝統工芸近畿展 鑑査委員（2018年、2019年）
- 一般社団法人 京都経済同友会会員
- 一般社団法人 日本現代美術商協会（CADAN: Contemporary Art Dealers Association Nippon）正会員
- 西洋美術商協同組合設立発起人（1994年3月）

## 公共事業
- 文化プロデュースによる地域振興に関する調査研究事業（2016年3月）[7]

## 企画した主な展覧会
- 「イマジネーションは時を超える 千住博・池坊由紀・近藤髙弘展」京都髙島屋、難波髙島屋、名古屋松坂屋、岡山髙島屋（2000年）
- 「ルネ・ラリック展　光の軌跡」美術館「えき」KYOTO、日本橋髙島屋、弘前市博物館、北九州市立美術館、高松市美術館（2005～2007年）
- 「山本太郎展～ニッポン画物見遊山～」美術館「えき」KYOTO(2009年)
- 「佐賀県立九州陶磁文化館コレクション　海を渡った古伊万里展～セラミックロード～」美術館「えき」KYOTO（2011年）
- 「現代日本のアートシーン―ZIPANGU　ジパング展―31人の気鋭作家が切り拓く」、大阪髙島屋、京都髙島屋、日本橋髙島屋、福岡三越（2011年）
- 「ジパング展　沸騰する日本の現代アート」新潟県立万代島美術館、秋田県立近代美術館、八戸市美術館、高崎市美術館（2012年～）
- 「平等院養林庵書院　襖絵奉納記念　山口晃展」、美術館「えき」KYOTO（2012年）
- 「北澤美術館蔵　ガラス・コレクション　ガレとドーム～四季の花～」美術館「えき」KYOTO、阪急うめだ本店、(2013年)
- 「山口晃展　老若男女ご覧あれ」新潟市美術館、（2013年）
- 「てっさい堂」貴道裕子コレクション　美しき日本の小さな心～豆皿、帯留、ぽち袋～」美術館「えき」KYOTO、名古屋高島屋(2013）
- 「北澤美術館所蔵　ルネ・ラリック―香りと装いの美　～アール・デコの香水瓶と化粧小物～」美術館「えき」KYOTO、福井市美術館、高崎市美術館、渋谷区立松濤美術館（2014年～2018年）
- 「琳派からの道　神坂雪佳と山本太郎の仕事」 美術館「えき」KYOTO（2015年）
- 「日本の色、四季の彩　染色家　吉岡幸雄展」美術館「えき」KYOTO（2015年）
- 「三瀬夏之助　日本の絵ー執拗低音ー」京都市美術館別館（2015年）
- 「ガレとドーム展　美しき至高のガラスたち」日本橋髙島屋、横浜髙島屋、京都髙島屋（2016年～2017年）
- 「彫刻家 樂雅臣 展」美術館「えき」KYOTO 、石川県立美術館（2017年）
- 「京の至宝　黒田辰秋展」、美術館「えき」KYOTO（2017年）
- 「創刊115周年記念特別展 「婦人画報」と「京都」　つなぎ、つたえる「人」と「家」」展、美術館「えき」KYOTO（2020年）
- 「THE WORLD: FROM THE OKETA COLLECTION 世界は今：アートと繋がる」金沢21世紀美術館・市民ギャラリーA（2020年）
- 「異才　辻晉堂の陶彫」愛知県陶磁美術館、米子市美術館、美術館「えき」KYOTO（2020年）
- 「辻村史朗ー茶盌」ZENBI（2022年）
- 「陶芸家　辻村史朗」展、美術館「えき」KYOTO（2022年）
- 「アンディ・ウォーホル・キョウト / ANDY WARHOL KYOTO」展、京都市京セラ美術館（2022年～2023年）
- 「宮永愛子―海をよむ」展、ZENBI(2023年)
- 「鍵善良房コレクション 河井寛次郎とその系譜Ⅱ期」展、ZENBI（2024年）
- 「石をやく　土をやく　樂雅臣　樂直入　Firing stone/ Firing clay」展、美術館「えき」KYOTO（2024年）
- 「没後120年 エミール･ガレ展 美しきガラスの世界」美術館「えき」KYOTO（2024年）

## 主なエンターテインメント企画
- 「武豊展 30歳の瞬間」美術館「えき」KYOTO(1999年)
- 「武豊 デビュー20周年記念展」新宿髙島屋、京都髙島屋、小倉伊勢丹、大阪髙島屋、米子髙島屋、名古屋三越栄（2006-2007年）
- 「木梨憲武 色の世界展」美術館「えき」KYOTO（2008年）
- 「木梨憲武美術館2 ～愛と希望と光とカピオラニ公園と私と京都～」美術館「えき」KYOTO（2013年）
- 「武豊展～名馬と共に歩んだ30年～」日本橋三越、KYOTO「えき」美術館､新潟伊勢丹、三越名古屋栄、福岡博多大丸、福島中合百貨店、大阪阪急百貨店（2016年～2017年）
- 「木梨憲武展×20 years INSPIRATION－瞬間の好奇心」金沢21世紀美術館市民ギャラリー、盛岡市民文化ホール展示ホール、上野の森美術館、兵庫県立美術館、岡山シティミュージアム、長崎県美術館、福岡アジア美術館、沖縄県立博物館・美術館（2014年～2016年）
- 「木梨憲武展　Timing-瞬間の光り-」大阪文化館・天保山、金沢21世紀美術館市民ギャラリー、奥田元宗・小由女美術館、大分県美術館OPAM、岡山シティミュージアム、佐川美術館、秋田アトリオン 美術展示ホール、浜松市美術館、松坂屋美術館、北野カルチュラルセンター、あかがねミュージアム、福岡アジア美術館、長崎県美術館 県民ギャラリー、富山市ガラス美術館（2018年～2020年）